# Hybridní válka

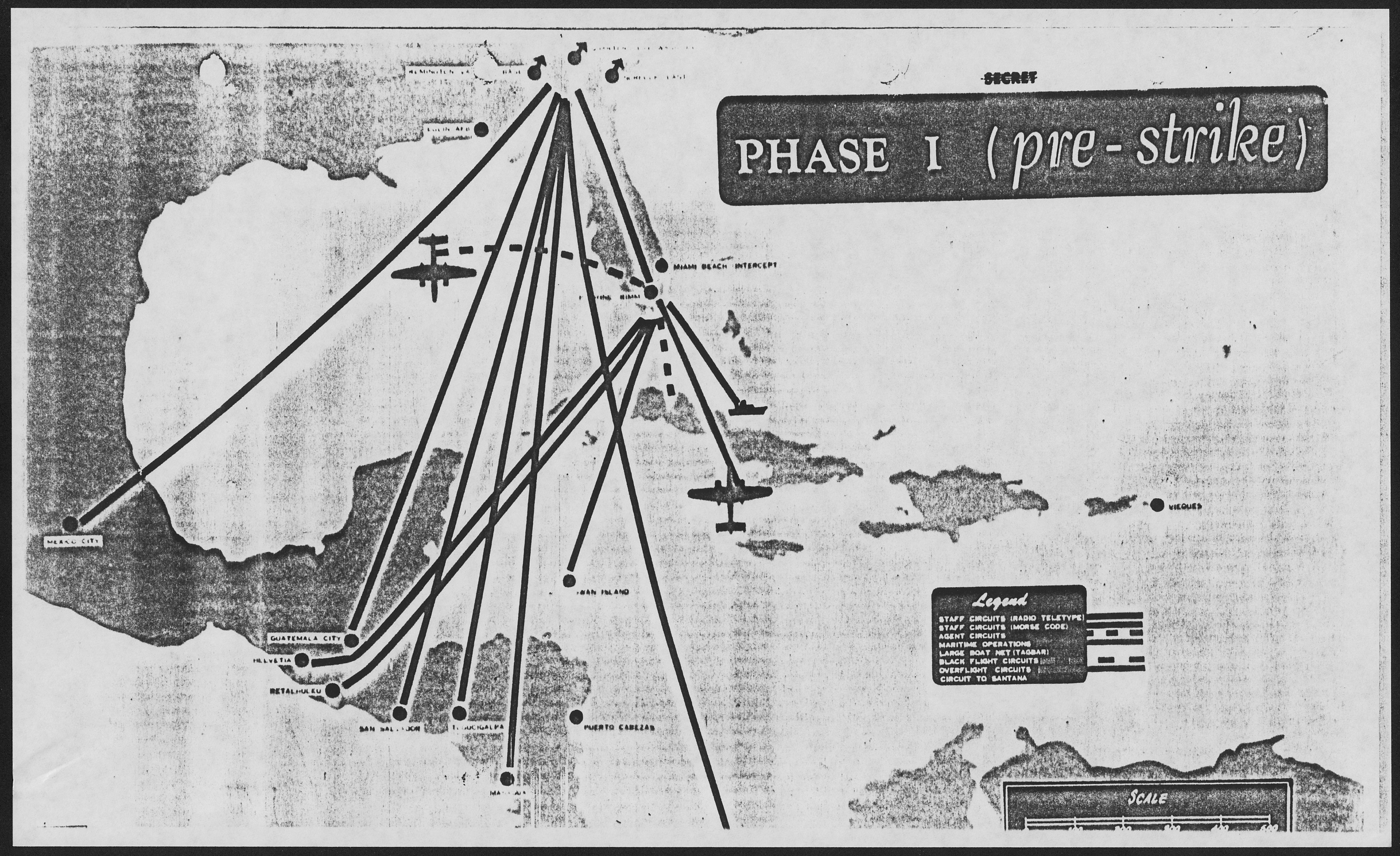
Spojené státy uvalily embargo na veškerý obchod s Kubou, pokusily se zavraždit Castra a podpořily ozbrojenou invazi na ostrov.

Hybridní, alternativní či nelineární válka je druh ozbrojeného konfliktu vedeného útočníkem za kombinace konvenčních a nekonvenčních prostředků se synergickým efektem (hybridní hrozby), přičemž hlavní roli hrají nevojenské nástroje. Mezi ně patří např. psychologické operace, informační válka a propaganda, kybernetické útoky, kriminální a teroristické aktivity, ekonomické sankce a další. Vojenské akce útočníka probíhají nepřiznaně, jsou vedeny především nepravidelnými silami a kombinují symetrické a asymetrické způsoby vedení bojových akcí proti celé cílové společnosti.

## Historie
Náčelník generálního štábu ruské armády a první náměstek ruského ministra obrany Valerij Gerasimov napsal v roce 2013 text, ve kterém přiblížil koncept nových válek, pro něž se vžilo označení „hybridní války" (hybrid warfare) nebo „nelineární války" (non-linear war) a ve kterých se stírá hranice mezí mírem a válkou, takže někdy není zřejmé, že válka již probíhá.
Za jednoho z architektů nelineární války je považován ruský zpravodajec Igor Sergun.

## Nástroje hybridní války
Hybridní válka zahrnuje kombinaci konvenčních a nekonvenčních metod vedení války, které použité společně umožňují synergický efekt a vyčerpání nepřítele bez vstoupení do konvenční války. Mezi tyto nástroje patří:
- Jednotky pravidelné armády
- Speciální jednotky
- Nepravidelné jednotky
- Podpora místních nepokojů
- Informační válka a propaganda
- Diplomacie
- Kybernetická válka
- Ekonomická válka
- Speciální válka

## Cíle hybridní války
Základním cílem hybridní války je subverze, ta se skládá z těchto etap:
1. demoralizace cílové společnosti
2. následná destabilizace
3. následné vyvolání krize
4. následné převzetí kontroly nad cílovou společností vnitřními silami napojenými na útočníka

Stejný koncept používal po celou dobu své existence Sovětský svaz vůči Západu, nové informační technologie spojené s internetem ale efekt znásobily a přinesly tak do konceptu novou kvalitu a nebezpečnost.

## Obvinění z vedení hybridní války

### Rusko
Rusko bylo obviněno, že se cítí být účastníkem nového konfliktu na způsob studené války, a snaží se oživit své kdysi velmocenské postavení. V roce 2008 Rusko vedlo konvenční válku s Gruzií na podporu separatistické republiky Jižní Osetie, kde hrály nekonvenční prostředky pouze podpůrnou roli. Plně rozvinutou hybridní válku Rusko předvedlo až v roce 2014, kdy využilo svržení proruského prezidenta Viktora Janukovyče na sousední Ukrajině, obsadilo a anektovalo část jejího území a nepřiznaně, leč velmi aktivně vojensky, materiálně i diplomaticky podporovalo federalizaci Ukrajiny, čímž ji dále oslabovalo. Jen v listopadu 2014 mělo Rusko na Ukrajině mimo Krymu údajně 7 tisíc regulérních vojáků a velké množství techniky. Kromě toho nasadilo nástroje ekonomické, informační a kybernetické války, a to jak v kyberprostoru Ukrajiny a Ruska, tak i Západu. Rusko využívalo v tomto konfliktu tzv. novou propagandu. Ta má za úkol nikoliv přesvědčit protivníka, ale znejistit ho v tom, čemu může a nemůže důvěřovat. Rusko je obviňováno, že kromě státních médií k tomu používá mj. také armádu státem placených trollů, kteří měli za úkol v diskusích a blozích na internetu doma i ve světě prezentovat ruský oficiální postoj. Přestože popírání účasti ruské pravidelné armády patří do arzenálu hybridní války, právě kvůli přímé vojenské intervenci se po anexi Krymu ruská hybridní válka proti Ukrajině přiblížila zpět do mantinelů konvenční války. Hybridní válka tak narazila na své limity.
Podle některých komentátorů Rusko vede hybridní válku proti některým zemím Evropské unie, či dokonce všem západním zemím. Před ruskou invazí na Ukrajinu v únoru 2022 zahájilo Rusko až dva roky předtím ekonomickou válku s Evropou, když si ruský Gazprom pronajal v Evropě zásobníky plynu a nechal je před zimou prázdné.

### Další země
Írán byl obviněn z vedení hybridní války proti některým státům na Blízkém východě.
Moskva obvinila Spojené státy americké z vedení hybridní války proti Rusku.
Íránská vláda obvinila Spojené státy americké z vedení hybridní války proti Íránu a dalším zemím.
Saúdská Arábie a Spojené arabské emiráty čelily obvinění, že v průběhu katarské diplomatické krize vedly hybridní válku proti Kataru.
Čína byla obviněna z vedení hybridní války proti Tchaj-wanu.
Indie byla obviněna z vedení hybridní války proti Pákistánu.

## Hybridní hrozby pro Českou republiku
V lednu 2017 bylo Ministerstvem vnitra České republiky zřízeno Centrum proti terorismu a hybridním hrozbám. Výhrady k centru vyjádřil bezpečnostní analytik a generál v záloze Andor Šándor.
Zpravodajská služba BIS ve své veřejné výroční zprávě varovala, že vliv sovětské verze moderních dějin a proruského panslovanství na výuku historie, českého jazyka a literatury na českých školách je součástí ruské hybridní strategie; v lednu 2019 se kvůli výuce historie na školách sešel ministr školství Robert Plaga s ředitelem BIS Michalem Koudelkou. Před hybridní válkou ze strany Ruska varoval také Jakub Janda z think tanku Evropské hodnoty. Tehdejší český prezident Miloš Zeman hrál podle Jandy zásadní roli v dezinformační kampani, která je součástí hybridní války vedené Ruskem.
V únoru 2021 schválila Bezpečnostní rada státu materiál s názvem Národní strategie pro čelení hybridnímu působení, připravený Centrem proti terorismu a hybridním hrozbám na Ministerstvu obrany. V něm se mimo jiné konstatuje, že původci hybridních hrozeb cílí na zranitelnost českých institucí a české společnosti, vždy pod prahem otevřeného ozbrojeného konfliktu. Intenzita těchto hrozeb, jejichž aktéry jsou především autoritářské a revizionistické velmoci s regionálními, či dokonce globálními mocenskými aspiracemi, se v posledních letech stupňuje díky rozvoji moderních technologií. Většina těchto aktivit je zaměřena proti EU nebo NATO, zejména na zpomalení nebo paralýzu rozhodovacích procesů v oblasti obrany a bezpečnosti. Tato strategie také přispívá k šíření dezinformací upřednostňujících čínské a ruské vakcíny proti covidu-19.